# Le Français (film, 2019)
Pour les articles homonymes, voir Le Français.
Pour plus de détails, voir Fiche technique et Distribution.
Le Français (Француз) est un film russe réalisé par Andreï Smirnov, sorti en 2019,.

## Synopsis
En 1957, Pierre Durand, étudiant, arrive à Moscou pour faire un stage à l'université d'État de Moscou. Il va faire la rencontre de Valeri Ouspenskiy, étudiant à l'Institut national de la cinématographie et de Kira Galkina, danseuse au Bolchoï.

## Fiche technique
- Titre original : Француз
- Titre français : Le Français
- Réalisation et scénario : Andreï Smirnov
- Costumes : Lioudmila Gaintseva
- Photographie : Youri Chaïgardanov
- Décors : Vladimir Goudiline, Lioudmila Gaintseva, Sergueï Loukachevitch
- Montage : Alla Strelnikova
- Pays d'origine : Russie
- Format : Couleurs - 35 mm - Dolby Digital
- Genre : drame
- Durée : 128 minutes
- Date de sortie :
  - Russie : 16 juin 2019 (Kinotavr 2019)

## Distribution
- Anton Rival : Pierre Durand
- Evguenia Obraztsova : Kira Galkina
- Alexandre Balouïev : Tatichev
- Evguéni Tkatchouk : Valery Ouspensky
- Mikhaïl Efremov : le père de Valery Ouspensky
- Roman Madianov : Tchoukhnovsky
- Nina Drobicheva : Olga Obrezkova
- Natalia Teniakova : Maria Obrezkova

## Distinctions

### Récompenses
- 33e cérémonie des Nika
  - Nika du meilleur film
  - Nika du meilleur réalisateur
  - Nika du meilleur meilleur acteur dans un second rôle pour Alexandre Balouïev et Mikhaïl Efremov
  - Nika de la meilleure actrice dans un second rôle pour Nina Drobicheva et Natalia Teniakova

### Nominations
- 33e cérémonie des Nika
  - Nika du meilleur scénario
  - Nika des meilleurs costumes
  - Nika de la révélation de l'année pour Evguenia Obraztsova

### Sélection
- Kinotavr 2019 : film de clôture